# Rebecca Solnit

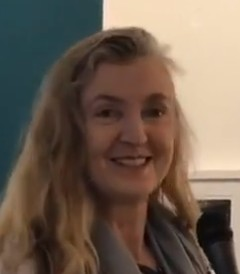
Rebecca Solnit (2018)

Rebecca Solnit (* 11. Juni 1961 in Bridgeport, Connecticut) ist eine US-amerikanische Schriftstellerin, Journalistin, Essayistin und Kulturhistorikerin.

## Leben
Solnit wurde in Bridgeport, Connecticut, als Kind eines jüdischen Vaters und einer irisch-katholischen Mutter geboren. In ihrer Jugend wurde sie vom Vater missbraucht und wuchs laut eigener Aussage umgeben von männlicher Gewalt, in einer zutiefst misogynen Umgebung auf. Einen Teil ihrer Motivation führt sie auf diese eigenen Erfahrungen zurück.
Sie verließ die High School vorzeitig mit 15 Jahren, legte jedoch später die für ein Studium am College notwendige Prüfung General Educational Development Test (GED) ab. Mit 17 Jahren reiste sie nach Paris, um für ein Jahr an der 1962 gegründeten American University (AUP) zu studieren. Anschließend kehrte sie nach Kalifornien zurück und erlangte im Alter von 20 Jahren einen Abschluss in Anglistik an der San Francisco State University. An der University of California, Berkeley schloss sie 1984 mit einem MA in Journalismus ab. Seit 1988 arbeitet sie als freie Autorin. Sie ist Kolumnistin der britischen Tageszeitung The Guardian und mitwirkende Herausgeberin des amerikanischen Magazins Harper’s, für das sie als erste Frau im Wechsel mit anderen Autoren die Kolumne Easy Chair schreibt. Ebenso veröffentlicht sie regelmäßig auf der unabhängigen kritischen Website tomdispatch.com. 2008 erschien dort ihr Essay Men Explain Things to Me; Facts Didn't Get in Their Way. (2012 überarbeitet), dem die Entstehung des Begriffs Mansplaining zugeschrieben wird. Solnit schreibt außerdem für The New Yorker.
2013 erschien mit The Faraway Nearby eine sehr persönliche Rückschau darauf, wie Rebecca Solnit Abschied von ihrer an Alzheimer erkrankten Mutter nimmt und selbst nach einer Brustkrebserkrankung einen neuen Anfang setzt. Rebecca Solnit lebt seit 1980 in San Francisco.
2021 veröffentlichte sie den Großessay Orwell's Roses, der 2022 unter dem deutschen Titel Orwells Rosen im Rowohlt Verlag erschien. Darin beschreibt sie das Leben und Wirken von George Orwell und geht auf die Themen Postkolonialismus, Klimawandel und Wissenschaft ein.

## Themen ihrer Arbeiten
Seit den 1980er Jahren hat sich Solnit mit den Problemen beim Umweltschutz und mit Menschenrechtsfragen befasst. Sie kämpfte in den 1990er Jahren für das Recht der Western Shoshone auf ihr eigenes Land in den Wüsten von Nevada und Kalifornien. In den Jahren seit 2000 engagierte sie sich gegen die Kriege der USA unter der Regierung von George W. Bush. Weitere ihrer Themen sind Naturkatastrophen wie Erdbeben und deren Folgen. Für die in den USA erscheinende Zweimonatsschrift Utne Reader war Solnit 2010 eine der 25 Visionäre auf der Erde, die durch ihre Schriften über den Einfluss der Technologien auf die Geisteswelt und die Kunst, die Welt verändern.
Am 25. Juni 2013 veröffentlichte sie in TomDispatch.com den Artikel Welcome to the (Don't Be) Evil Empire. Google Eats the World, der am 5. Juli 2013 von der FAZ in deutscher Sprache und leicht gekürzt unter dem Titel Wer hält Google auf? erschien.
Im Zuge der Covid19-Pandemie verwies sie Ende 2021 auf die Bedeutung der Solidarität als Basis für Veränderungen und zeigte positive Beispiele in aller Welt auf.

## Ehrungen und Auszeichnungen
- 2000: Guggenheim-Stipendium
- Lennan Literary Fellowship
- zwei Stipendien NEA Fellowship for Literature
- 2003: National Book Critics Circle Award für River of Shadows
- 2004: Mark Lynton History Prize für River of Shadows
- 2014: National Book Critics Circle Award, Faraway, Nearby, Finalist
- 2014: National Book Award Faraway, Nearby, nominiert
- 2019: Windham–Campbell Literature Prize in der Kategorie „Nonfiction“
- 2021: Paul Engle Prize
- 2025: Mitglied der American Academy of Arts and Sciences

## Veröffentlichungen (Auswahl)
- Secret Exhibition: Six California Artists of the Cold War Era. City Lights Publishers, San Francisco 1990, ISBN 0-87286-254-2.
- Savage Dreams: A Journey Into the Landscape Wars of the American West. Sierra Club Books, San Francisco 1994, ISBN 0-87156-526-9.
- mit Ronald Takaki, Einleitung von Andy Grunberg: Tracing Cultures. Friends of Photography, San Francisco 1995, USA, ISBN 0-933286-69-4.
- A Book of Migrations: Some Passages in Ireland. Verso 1997, ISBN 1-85984-885-0.
- mit Richard Misrach, (Photographs): The Sky Book, Arena Books, Santa Fe, New Mexico, USA 2000, ISBN 1-892041-28-6.
- Wanderlust: A History of Walking. Penguin, 2000, ISBN 0-14-028601-2.
  - deutsch: Wanderlust. Eine Geschichte des Gehens. Übersetzung Daniel Fastner. Matthes & Seitz, Berlin 2019, ISBN 978-3-95757-563-0.
- As Eve Said to the Serpent: On Landscape, Gender, and Art. University of Georgia Press, Athens, Georgia 2001, ISBN 0-8203-2215-6.
- River of Shadows: Eadweard Muybridge and the Technological Wild West. Viking, New York City 2003, ISBN 0-670-03176-3.
- mit John Pfahl (Photographs): Extreme Horticulture. Frances Lincoln, London 2003.
  - deutsch: Das andere Eden: Ausgefallene Gartenkunst in Amerika. Übersetzt v. Eva Schweikart. Gerstenberg, Hildesheim 2003, ISBN 3-8067-2917-4.
- mit Morton Klett und Byron Wolfe: Yosemite in Time: Ice Ages, Tree Clocks, Ghost Rivers. Trinity University Press, San Antonio, Texas 2005, ISBN 1-59534-016-5.
- Hope in the Dark: Untold Histories, Wild Possibilities. Nation Books, 2005, ISBN 1-56025-577-3. (Updated Edition, Haymarket Books Chicago 2016, ISBN 978-1-60846-576-7.)
  - deutsch: Hoffnung in der Dunkelheit: Unendliche Geschichten, wilde Möglichkeiten. Übersetzt v. Michael Mundhenk. Pendo, München/ Zürich 2005, ISBN 3-86612-059-1.
- A Field Guide to Getting Lost. Penguin, 2005, ISBN 0-14-303724-2.
  - deutsch: Die Kunst, sich zu verlieren: Ein Führer durch den Irrgarten des Lebens. Übersetzt v. Michael Mundhenk. Piper, München 2009, ISBN 978-3-86612-213-0.
- Storming the Gates of Paradise. University of California Press, Berkeley 2007, ISBN 978-0-520-25656-9.
- A Paradise Built in Hell: The Extraordinary Communities that Arise in Disaster. Viking 2009, ISBN 978-0-670-02107-9.
- mit David Solnit (Hrsg.): The Battle of the Story of the Battle of Seattle. AK Press, Oakland, Kalifornien, USA 2009, ISBN 978-1-904859-63-5.
- Infinite City: A San Francisco Atlas. University of California Press, Berkeley, Kalifornien 2010, ISBN 978-0-520-26250-8.[11]
- mit Mona Caron: California Bestiary. Heyday Books, Berkeley 2010, ISBN 978-1-59714-125-3.
- mit Trevor Paglen, Fotos: Invisible: Covert Operations and Classified Landscapes. Aperture Foundation, New York City 2010, ISBN 978-1-59711-130-0.
- Geflügelter Merkur und Goldenes Kalb. Übersetzt v. Michael Mundhenk. In: Das Rheingold. Programmheft der Bayerischen Staatsoper 2012.
- The Faraway Nearby. Viking, New York City 2013, ISBN 978-0-670-02596-1.
  - deutsch: Aus der nahen Ferne. Übersetzung Julia Franck. Hoffmann und Campe, Hamburg 2014, ISBN 978-3-455-50324-1.
- Unfathomable City: A New Orleans Atlas. University of California Press, Berkeley 2013, ISBN 978-0-520-26249-2.
- Men Explain Things to Me, Illustrationen von Ana Teresa Fernandez. Haymarket Books, Chicago 2014, ISBN 978-1-60846-386-2.[12]
  - Wenn Männer mir die Welt erklären. Aus dem amerikanischen Englisch von Kathrin Razum. Hoffmann und Campe, Hamburg 2015, ISBN 978-3-455-50352-4.[13]
- The Encyclopedia of Trouble and Spaciousness. Trinity University Press, San Antonio, Texas, USA 2014, ISBN 978-1-59534-198-3.
- Non Stop Metropolis. A New York City Atlas. University of California Press, Berkeley 2016, ISBN 978-0-520-28595-8.
- The Mother of All Questions. Haymarket Books, New York, USA 2017, ISBN 978-1-60846-740-2.
  - deutsch: Die Mutter aller Fragen. Hoffmann und Campe, Berlin 2017, ISBN 978-3-455-00177-8.
- Call Them by Their True Names: American Crises (and Essays). Haymarket Books, Chicago 2018, ISBN 978-1-60846-946-8.
- Recollections of My Nonexistence. Granta Publications, London 2020, ISBN 978-1-78378-544-5
- Orwell's Roses. Granta Publications, London 2021, ISBN 978-1-78378-545-2.
  - deutsch: Orwells Rosen. Übersetzt von Michaela Grabinger. Rowohlt, Hamburg 2022, ISBN 978-3-498-00313-5.
- No Straight Road Takes You There. Haymarket Books, Chicago 2025, ISBN 979-8-888903-636-.
  - deutsch: Umwege. Essays für schwieriges Terrain. Übersetzt von Michaela Grabinger. Rowohlt, Hamburg 2025, ISBN 978-3-498-00761-4.

Sammeledition mit anderen Autoren
- Anarchistische Welten. Hg. v. Ilija Trojanow, mit: Frans de Waal, Vandana Shiva, Osvaldo Bayer und David Graeber. Edition Nautilus, Hamburg 2012, ISBN 978-3-89401-764-4.